# Multikriterielle Entscheidungsanalyse
Die Multi Criteria Analysis (MCA), auch Multi Criteria Decision Analysis (MCDA), deutsch multikriterielle Entscheidungsanalyse, ist eine Klasse von Verfahren zur Analyse von Entscheidungs- oder Handlungsmöglichkeiten im Rahmen der Entscheidungstheorie. Die unterschiedlichen Verfahren der MCA zeichnen sich dadurch aus, dass sie kein einzelnes übergeordnetes Kriterium, sondern eine Vielzahl unterschiedlicher Kriterien nutzen, um Optionen oder Alternativen für die Entscheidungsfindung aufzubereiten.

## Einzelverfahren

### Analytic Hierarchy Process (AHP)
Der Analytic Hierarchy Process bzw. Analytische Hierarchieprozess (AHP) wurde vom Mathematiker Thomas L. Saaty 1980 entwickelt. Die AHP arbeitet hierarchisch, da sie die Entscheidungskriterien in eine streng hierarchische Struktur bringt.
Grundsätzlich folgt der AHP folgenden Schritten:
1. Aufstellen einer Zielhierarchie
2. Bestimmung der Prioritäten der Elemente der Zielhierarchie
3. Berechnung von Gewichtungsvektoren entsprechend der Prioritäten
4. Konsistenzprüfung
5. Berechnung einer Gesamthierarchie

### Nutzwertanalyse
Die Nutzwertanalyse (NWA) wurde von Christof Zangemeister 1970 entwickelt. Die Handlungsalternativen sollten hier entsprechend der Präferenzen eines Entscheidungsträgers geordnet werden. Die Präferenzen werden über die Angabe von Nutzwerten zu je einem Gesamtwert einer Alternative aggregiert.

## Belege
1. ↑  Thomas L. Saaty (1990) Multicriteria decision making - the analytic hierarchy process. Planning, priority setting, resource allocation. 2nd edition. RWS Publishing, Pittsburgh.
2. ↑  Christof Zangemeister (1976) Nutzwertanalyse in der Systemtechnik – Eine Methodik zur multidimensionalen Bewertung und Auswahl von Projektalternativen. Diss. Techn. Univ. Berlin 1970. 4. Auflage. Wittemann, München.